# Evolution (Viper)
Evolution è il terzo album studio della band heavy metal Viper, pubblicato nel 1992 dalla Massacre Records.

## Tracce
1. Coming From The Inside - 3:55
2. Evolution - 5:17
3. Rebel Maniac - 3:34
4. Dead Light - 4:06
5. The Shelter - 4:04
6. Still The Same - 4:32
7. Wasted - 4:51
8. Pictures Of Hate - 4:40
9. Dance Of Madness - 4:30
10. The Spreading Soul - 4:53
11. We Will Rock You (Queen cover) - 2:15

## Formazione
- Pit Passarell — basso e voce
- Yves Passarell - chitarra
- Felipe Machado - chitarra
- Renato Graccia - batteria

### Altri musicisti
- Sascha Paeth - cori
- Thomas Rettke - cori
- Helge Engelke - arrangiamenti